# Drakelow, Derbyshire
Drakelow är en civil parish i Storbritannien.   Den ligger i distriktet South Derbyshire i grevskapet Derbyshire i England, i den södra delen av landet, 170 km nordväst om huvudstaden London. Drakelow ligger 62 meter över havet och antalet invånare är 133.
Terrängen runt Drakelow är platt. Runt Drakelow är det tätbefolkat, med 276 invånare per kvadratkilometer. Närmaste större samhälle är Burton upon Trent, 4,6 km norr om Drakelow. Trakten runt Drakelow består till största delen av jordbruksmark.